# Radio Disney Jams 10
Radio Disney Jams 10 è una raccolta di canzoni di Radio Disney contenuta in un CD musicale + un DVD con video bonus.

## Brani nel CD
- Nobody's Perfect - Miley Cyrus as Hannah Montana
- That's Just The Way We Roll - Jonas Brothers
- Potential Breakup Song (Radio Disney Edit) - Aly & AJ
- Bet On It (Remix) - Zac Efron as Troy
- Be Good To Me (Radio Disney Edit) - Ashley Tisdale
- With Love - Hilary Duff
- Hey There Delilah - Plain White T's
- G.N.O. - Miley Cyrus
- Lean On Me - Mitchel Musso
- Bubbly - Colbie Caillat
- So Bring It On - The Cheetah Girls
- Wait For You - Elliott Yamin
- I Don't Think About It - Emily Osment[1]
- Run It Back Again - Corbin Bleu
- Home - Daughtry

## Video nel DVD
È presente anche un DVD contenente 5 video:
- Nobody's Perfect - Miley Cyrus as Hannah Montana
- Fabulous - Ashley Tisdale as Sharpay and Lucas Grabeel as Ryan
- That's Just The Way We Roll - Jonas Brothers
- Hey There Delilah - Plain White T's
- Say OK - Vanessa Hudgens